# Loricarioidea
Loricarioidea é uma superfamília de bagres (ordem Siluriformes). Ele contém as seis famílias Trichomycteridae, Nematogenyiidae, Callichthyidae, Scoloplacidae, Astroblepidae e Loricariidae . Alguns esquemas também incluem Amphiliidae. Esta superfamília, incluindo Amphiliidae, inclui cerca de 156 gêneros e 1.187 espécies.

## Taxonomia
Loricarioidea é tradicionalmente considerada uma parte de Siluroidei, um clado de todos os bagres, exceto Diplomystidae. Em Nelson, 2006, esse agrupamento é irmão da superfamília Sisoroidea. No entanto, em uma análise molecular recente, foi determinado que a subordem Loricarioidei (não incluindo Amphiliidae) é irmã de um grupo que inclui Diplomystidae e Siluroidei. Nesta análise, descobriu-se que Amphiliidae era muito mais parente de Mochokidae ou Malapteruridae.
Loricarioidea é atualmente diagnosticada pela presença derivada de uma bexiga gasosa reduzida, encapsulada em expansões da parapófise da primeira vértebra, e de odontódios, pequenos dentículos dérmicos. Amphiliidae é o grupo mais basal em Loricarioidea. Em algumas fontes mais antigas, Amphiliidae nem mesmo está incluído nesta classificação. Com base na evidência morfológica, Trichomycteridae e Nematogenyiidae divergem primeiro; essas duas famílias são provavelmente grupos irmãos. Essa relação não foi apoiada nem rejeitada por evidências moleculares. Em seguida, a ordem de divergência é provavelmente Callichthyidae, depois Scoloplacidae e Astroblepidae e Loricariidae. Uma tendência de morfologia mandibular cada vez mais complexa pode ser observada nesta superfamília, o que pode ter permitido a grande diversificação dos Loricariidae, que possuem mandíbulas mais avançadas.

## Distribuição e habitat
Esses peixes são encontrados em hábitats de água doce na região Neotropical, habitando a América do Sul, Panamá e Costa Rica . A maioria das espécies habita habitats de riachos ou piscinas; a água nesses habitats tende a se mover com relativa rapidez. Loricariids e Astroblepids se adaptaram a isso com ventosas que permitem que eles se agarrem a superfícies. Os astroblepídeos têm até a habilidade de escalar cachoeiras.

## Descrição
Como outros bagres, os bagres loricarioides tendem a ter bigodes (exceto dentro da família Loricariidae). Os peixes deste grupo podem estar nus ou, no caso dos Calictídeos, Escoloplácidos e Loricariídeos, blindados com placas ósseas. A maioria das espécies de loricarioides são deprimidas (achatadas) na forma do corpo, embora os calictiídeos tendam a ser mais comprimidos (magros). Loricarioidea é definida por dois personagens. Primeiro, eles têm uma única bexiga de gás encapsulada. Além disso, eles têm dentes tegumentares chamados odontódios em seu corpo e raios nas nadadeiras. Em Loricariids, esses odontódios em sua cobertura branquial podem ser estendidos para fora. Astroblepídeos podem usar seus odontódios como um órgão sensorial.

## Ecologia
Loricarioidea é um grupo monofilético muito diverso. Esses peixes exibem uma ampla variedade de morfologias e ocupam muitos habitats e níveis tróficos diferentes. Este grupo inclui herbívoros, onívoros e até parasitas (candirú) e espécies comedoras de madeira (Panaque). Loricariidae é de longe a família mais diversa e bem-sucedida, com aproximadamente 700 espécies (e novas espécies sendo descobertas a cada ano), e é a família mais rica em espécies em toda a ordem.